# Apolemichthys griffisi
Apolemichthys griffisi е вид лъчеперка от семейство Pomacanthidae. Видът е незастрашен от изчезване.

## Разпространение и местообитание
Разпространен е в Индонезия, Кирибати, Микронезия, Науру, Папуа Нова Гвинея, Соломонови острови и Филипини.
Среща се на дълбочина от 10 до 100 m, при температура на водата от 27,4 до 28,4 °C и соленост 34,5 – 35,3 ‰.

## Описание
На дължина достигат до 30 cm.
Популацията на вида е стабилна.